# Gyürki
Gyürki (szlovákul: Ďurkovce) község Szlovákiában, a Besztercebányai kerületben, a Nagykürtösi járásban.

## Fekvése
Nagykürtöstől 18 km-re délnyugatra fekszik.

## Története
1262-ben említik először "Gurky" alakban. 1351-ben "Györk", 1381-ben "Gyurk" alakban említik. 1351-ben Ipolynyék uradalmának határában említik. Évszázadokig a Gyürki család birtoka, rajtuk kívül a Teleki és Majtényi családok voltak birtokosok a községben. A 16. században elpusztította a török. 1715-ben mindössze egy háztartása adózott. 1828-ban 42 házában 257 lakos élt, akik főként mezőgazdasággal foglalkoztak.
Vályi András szerint " GYÜRKI. Magyar és curiális falu Hont Vármegyében, földes Ura Gyűrky Uraság, mind a’ két ágon, lakosai katolikusok, fekszik Kőkeszihez 1/4 órányira, s ennek filiája. Legelője elég, fája van mind a’ két féle, szőlö hegye sok, és jó borokat terem, piatza B. Gyarmaton, és a’ Bánya Városokban, első Osztálybéli."
Fényes Elek szerint "Gyürki (Gyurkovcze), magyar falu, Honth vmegyében, ut. p. Balassa-Gyarmathoz 1 1/2 mfld: 250 kath., 1 evang lak. Bora sok és jó. Erdeje derék. F. u. a gyürki számos nemesek."
A trianoni békeszerződésig Hont vármegye Ipolynyéki járásához tartozott, majd az új csehszlovák állam része lett. 1938 és 1945 között újra Magyarországhoz tartozott.

## Népessége
| Év:            | 1994. | 2004.    | 2014.   | 2024. |
| -------------- | ----- | -------- | ------- | ----- |
| Emberek száma: | 151   | 128      | 140     | 112   |
| Eltérés:       |       | -15,23 % | +9,37 % | -20 % |

| Év:            | 2023. | 2024.   |
| -------------- | ----- | ------- |
| Emberek száma: | 114   | 112     |
| Eltérés:       |       | -1,75 % |

1880-ban 167 lakosából 162 magyar és 1 szlovák anyanyelvű volt. Ebből 161 római katolikus és 6 evangélikus vallású volt.
1890-ben 172 lakosából 171 magyar anyanyelvű volt.
1900-ban 206 lakosából 204 magyar anyanyelvű volt.
1910-ben 206 lakosából 185 magyar és 21 szlovák anyanyelvű volt. Ebből 193 római katolikus, 7 evangélikus és 6 izraelita vallású volt.
1921-ben 293 lakosából 112 magyar és 174 csehszlovák volt. Ebből 268 római katolikus, 17 evangélikus és 8 izraelita vallású volt.
1930-ban 332 lakosából 250 magyar és 80 csehszlovák volt. Ebből 307 római katolikus, 14 evangélikus és 11 izraelita vallású volt.
1941-ben 306 lakosából 244 magyar és 60 szlovák volt.
1991-ben 156 lakosából 105 magyar és 50 szlovák volt.
2001-ben 137 lakosából 87 magyar és 50 szlovák volt.
2011-ben 130 lakosából 76 magyar és 48 szlovák.
2021-ben 126 lakosából 70 szlovák, 53 magyar (42%), 1 román, 2 ismeretlen nemzetiségű.

## Külső hivatkozások
- Községinfó
- Gyürki Szlovákia térképén
- E-obce.sk Archiválva 2008. február 7-i dátummal a Wayback Machine-ben